# Luca Ferrari

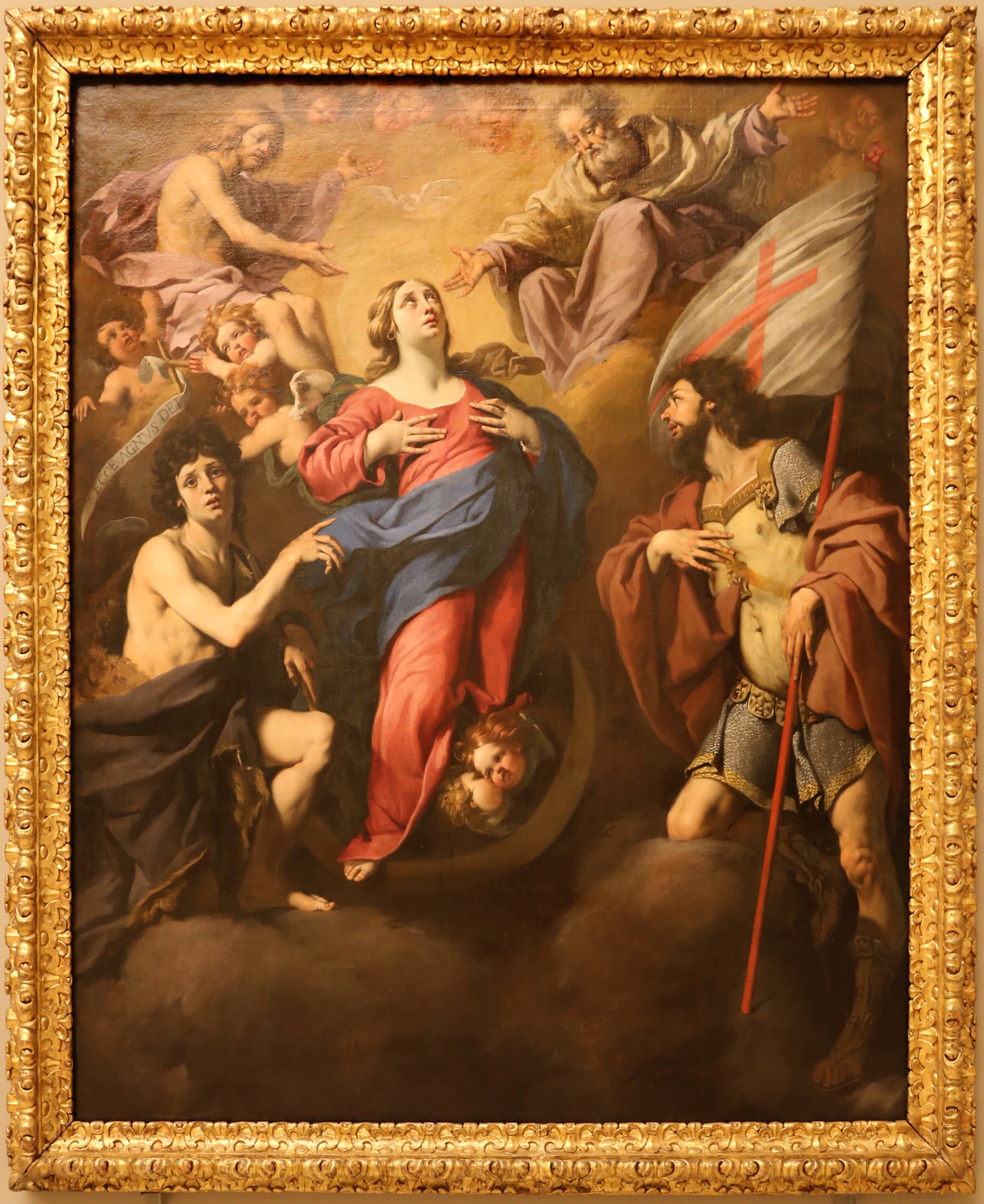
Assomption de la Bse Vierge Marie entre saint Jean Baptiste et saint Georges (1649).

Luca Ferrari ou Luca de Reggio, né comme son nom l'indique à Reggio le 17 février 1605 et mort à Padoue le 12 février 1654, est un peintre italien de l'époque baroque.

## Biographie
Il fait son éducation à l'atelier d'Alessandro Tiarini, alors qu'un vaste chantier décoratif est en œuvre à la basilique de la Ghiara, et il devient l'élève de Guido Reni à Bologne.
Il travaille dans son Émilie natale (dans son enfance et son adolescence à la décoration picturale de la basilique Notre-Dame de la Ghiara et de l'église San Pietro de Reggio d'Émilie), ainsi qu'à Padoue  et aux environs où il séjourne entre 1639 et 1643 et où il découvre l'art de Véronèse. Il s'installe définitivement à Padoue en 1650 où il réalise le cycle de l'Histoire d'Anténor (1650), pour la villa Selvatica de Battaglia Terme. Selon la légende, Anténor aurait été le fondateur de la ville de Padoue.
Il peint deux grandes toiles pour l'église San Daniele de Padoue sur la vie de saint Daniel, aujourd'hui perdues. il peint aussi sept panneaux des Mystères du rosaire pour le plafond de l'église San Tommaso Cantauriense de Padoue.
L'on peut déceler dans son œuvre empreinte de classicisme une influence naturaliste émilienne combinée avec le colorisme vénitien. Il peint aussi bien de grandes toiles décrivant des cycles historiques par exemple, ou bien de petites pièces de cabinet. Il a eu entre autres Antonio Domenico Triva, Francesco Minorello et Giulio Cirello comme élèves.
Mort à Padoue, il est enterré en l'église San Giovanni de Verdara à Padoue.

## Quelques œuvres
- Portrait d'une dame, années 1630 (avec Tiberio Tinelli), 205 x 115 cm, musée d'histoire de l'art de Vienne
- Crucifixion avec des saints et le cardinal Zabarella, cathédrale de Padoue
- Allégorie de la jalousie, années 1640, musée de l'Ermitage de Saint-Pétersbourg
- La Mort de Lucrèce, collection Durazzo-Pallavicini
- Le Martyre de saint Pierre de Vérone, 1642-1648, anciennement à l'église San Domenico de Reggio, palazzo dei Musei, Modène[6]
- La Reine Tomyris fait tremper la tête de Cyrus dans le sang, 1644-1649, palazzo dei Musei, Modène
- Le Christ donne les clefs à saint Pierre, 1646, cathédrale de Carpi[7]
- Assomption de la B.V.M. entre saint Jean-Baptiste et saint Georges, 1649, palazzo dei Musei, Modène
- La Mort de Cléopâtre, palazzo dei Musei, Modène
- Les Noces de Cana, 1649, église San Pietro de Reggio[7]
- Cycle de l'histoire d'Anténor, quatre toiles, 1650 : La Fuite de Troie, La Consécration du poignard à Delphes, La Victoire d'Anténor sur Valèse, La Fondation de Padoue
- Étude de femme en buste, 1650-1652, coll. particulière

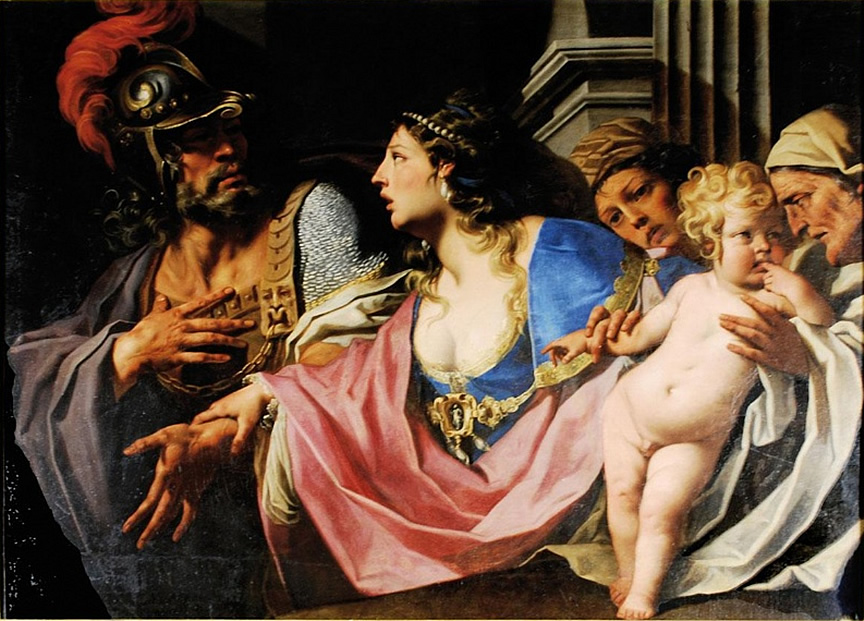
L'Adieu entre Hector et Andromaque.

- L'Incarnation du Père, église Santa Maria della Vittoria, Rome
- Les Adieux d'Hector et Andromaque, palazzo Pisani Moretta, Venise
- Vénus empêchant son fils Énée de tuer Hélène de Troie, vers 1650, 128,30 x 169,50, musée national d'Australie-Méridionale
- Sémiramis appelle aux armes, 147 x 174 cm, 1652, musée Pouchkine de Moscou[8]
- Autoportrait, 1652, galerie des Offices de Florence[7]
- Hercule et Omphale, 1652-1653, musée d'art et d'histoire de Chaumont
- Tomyris et la tête de Cyrus, 153,7 x 197,4 cm, Staatsgalerie im Schloss Johannisburg Aschaffenburg (collections de l'État de Bavière), château de Johannisburg, Aschaffenburg
- La Stigmatisation de saint François, chapelle des Stigmates de l'église Saint-François de Padoue